# Markaryd
Markaryd est une localité de Suède dans la commune de Markaryd, dont elle est le chef-lieu, située dans le comté de Kronoberg.
Sa population était de 5 059 habitants en 2019.

## Personnalités
- Nattramn (1977-), auteur et chanteur suédois de black metal, est né à Markaryd.